# 錢世貴
錢世貴（1606年—17世紀），字聖霑，南直隸松江府青浦縣人，明朝、南明政治人物。

## 生平
錢世貴是崇禎十二年（1639年）己卯科應天鄉試第五十八名舉人，十三年（1640年）聯捷庚辰科進士。兵部觀政，授諸暨縣知縣，賑濟因戰亂挨餓的人民，又招集工人，儲備木材修緝倒塌的縣治堂署，並修正劃一民間度量衡。十六年（1643年）調浙江山陰縣知縣，北京失陷後曾捐出財產在松江招募水師。弘光年間與楊士聰同時獲召用，擔任國子監博士，後事不詳。

## 引用
1. ↑  《崇禎十三年庚辰科進士三代履歷》：錢世貴，曾祖欄；祖運；父有光。聖霑，易一房，丙午年十月十七日生，華亭縣人，己卯五十八名，會試二百名，三甲一百五名。兵部觀政。
2. 1 2  錢海岳《南明史·卷三十二·列傳第八》：同（楊士聰弘光）時以翰詹召者：……錢世貴，字聖霑，青浦人。崇禎十三年進士。授諸暨知縣，歲祲力振，調山陰。北京亡，捐資募水師嵩江，遷國子博士。
3. ↑  光緒《青浦縣志·卷十五·科目表》：（崇禎）十二年己卯科（舉人）……錢世貴 聖霑，庚辰進士
4. ↑  乾隆《諸暨縣志·卷二十·名宦》：錢世貴，《浙江通志》（云）字聖霑，江南青浦人，崇禎庚辰進士。蒞暨二載，值歲大祲，死亡相枕藉；世貴設法賑濟，民賴以生。縣治堂署廊廡傾圮，庀材鼎新，釐正民間權量，至今畫一。